# Leonardina
Leonardina is een geslacht van vogels uit de familie vliegenvangers (Muscicapidae). Het geslacht telt één soort:
- Leonardina woodi – Bagobomuistimalia